# کبوتر شاهی دورنگ
کبوتر شاهی دورنگ یا کبوتر سلطنتی دورنگ (نام علمی: Pied imperial pigeon) یک گونه نسبتاً بزرگ و خوش‌رنگ از کبوتر است. در جنگل‌ها و مزارع و بوته‌های جنوب شرقی آسیا، از میانمار و تایلند، در سرتاسر اندونزی و شرق تا فیلیپین (جایی که به‌طور محلی به آن کاماسو و بالود پوتی می‌گویند) و همچنین گینه نو یافت می‌شود. این کبوتر عمدتاً در جزایر کوچک و در مناطق ساحلی یافت می‌شود و از نظر حفاظت در ردۀ کمترین نگرانی جای دارد.

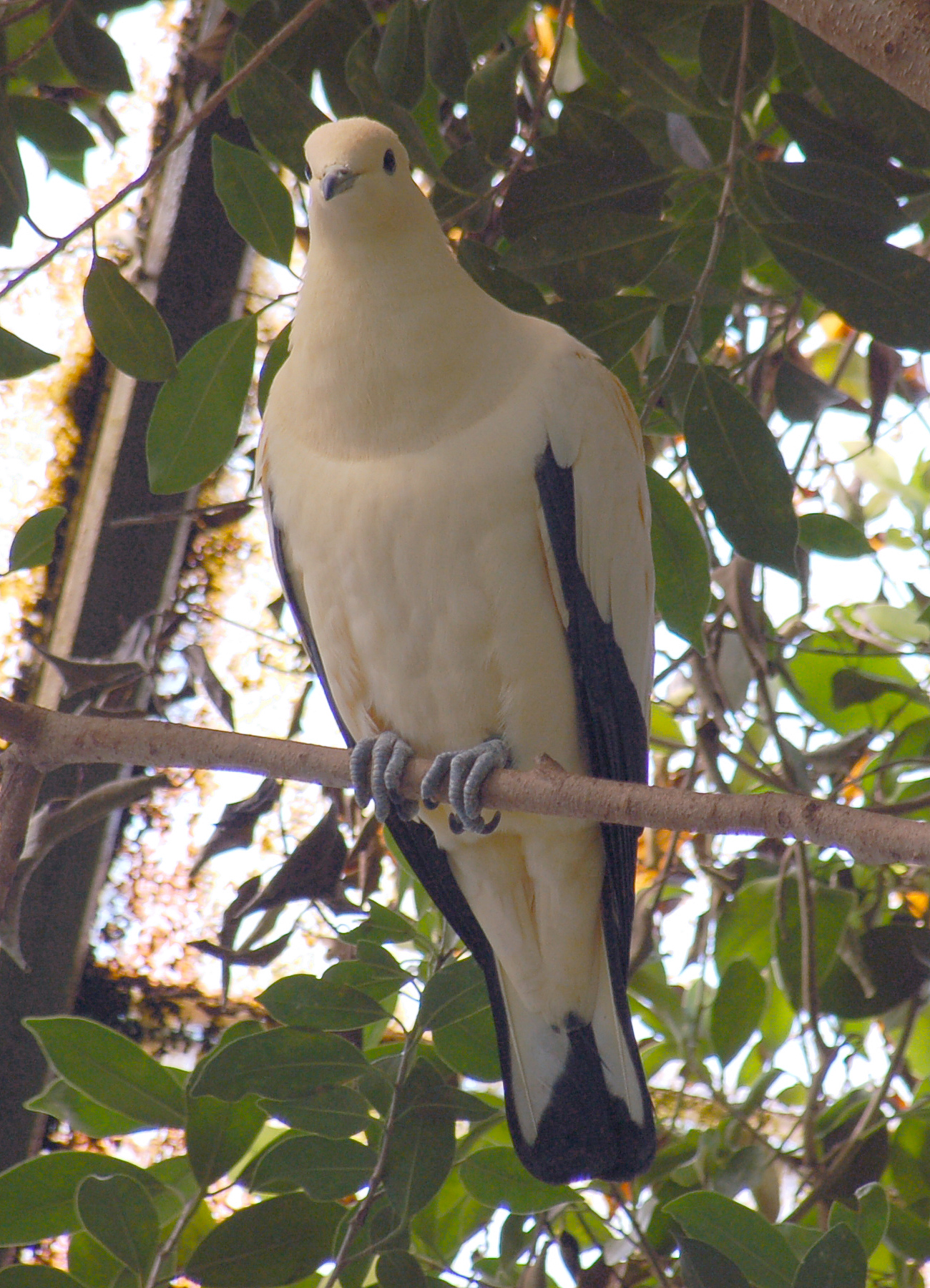
کبوتر شاهی دورنگ